# 潮濕地帶
《潮濕地帶》（德語：Feuchtgebiete）是一部2013年德国剧情片，由大卫·韦恩特导演，卡拉·尤里主演，剧本改编自夏洛特·罗奇写于2008年的同名小说。电影于2013年8月11日在洛迦诺电影节上首映，同年8月22日在德国公映。

## 劇情內容
古靈精怪的海倫，打從懂事以來就對性愛充滿好奇狂熱，她用蔬菜水果測量「性」奮指數，更仿效神農精神嚐遍「人體的滋味」，不過看似百無禁忌的她，其實有個難以啟齒的隱疾…。 
一次除毛不慎造成大量出血，海倫被送往醫院治療。成天躺在病床上的生活無聊又寂寞，她開始動起歪腦筋，要讓離異的雙親破鏡重圓，同時又不小心煞到帥氣看護師，除了沈浸在對他的綺思慾情，更要設計讓他愛上她！ 

## 演員
| 演員                                       | 角色     |
| ------------------------------------------ | -------- |
| 卡菈·尤利(Carla Juri)                      | 海倫     |
| 克里斯托弗·雷考夫斯基(Christoph Letkowski) | 羅賓     |
| 瑪瑞·貝克(Meret Becker)                    | 海倫母親 |
| 艾克塞爾·彌爾伯格(Axel Milberg)            | 海倫父親 |